# Coppa Intercontinentale 2007 (calcio a 5)
La Coppa Intercontinentale di calcio a 5 del 2007 è la quarta edizione della competizione ufficialmente riconosciuta dalla FIFA. Tutti gli incontri si sono svolti nella città di Portimao (Portogallo) tra il 3 aprile e l'8 aprile 2007.
Le squadre partecipanti sono state:
- Benfica per il Portogallo, decretato club organizzatore della manifestazione e vicecampione del Campeonato Nacional de Futsal.
- Boomerang Interviú per la spagna, Campione d'Europa e del Mondo in carica.
- Carlos Barbosa per il Brasile, vicecampione del Torneo Sudamericano per Club del 2006.
- Nagoya Oceans per il Giappone, di cui è campione nazionale.
- Malwee/Jaraguá per il Brasile, detentore del Torneo Sudamericano per Club del 2006.
- Sporting Clube de Portugal per il Portogallo, club invitato e campione del Campeonato Nacional de Futsal.
- Toyota Luanda per l'Angola, club africano invitato.
- World United FC per gli Stati Uniti, di cui è campione nazionale.

## Prima Fase

### Gruppo A
| Squadra               | Pti | PG | PV | PN | PP | GF | GS | Dif. |
| --------------------- | --- | -- | -- | -- | -- | -- | -- | ---- |
| 1. Boomerang Interviú | 7   | 3  | 2  | 1  | 0  | 13 | 5  | +8   |
| 2. Benfica            | 6   | 3  | 2  | 0  | 1  | 13 | 4  | +9   |
| 3. Carlos Barbosa     | 4   | 3  | 1  | 1  | 1  | 7  | 8  | -1   |
| 4. Nagoya Oceans      | 0   | 3  | 0  | 0  | 3  | 1  | 17 | -16  |

3 aprile
| Ora   | Gara                               | Risultato |
| ----- | ---------------------------------- | --------- |
| 21:00 | Boomerang Interviu - Nagoya Oceans | 8-1       |

4 aprile
| Ora   | Gara                                | Risultato |
| ----- | ----------------------------------- | --------- |
| 20:00 | Carlos Barbosa - Boomerang Interviú | 2-2       |
| 22:00 | Nagoya Oceans - Benfica             | 0-5       |

5 aprile
| Ora   | Gara                     | Risultato |
| ----- | ------------------------ | --------- |
| 17:30 | Benfica - Carlos Barbosa | 6-1       |

6 aprile
| Ora   | Gara                           | Risultato |
| ----- | ------------------------------ | --------- |
| 20:00 | Carlos Barbosa - Nagoya Oceans | 4-0       |
| 22:00 | Benfica - Boomerang Interviú   | 2-3       |

### Gruppo B
| Squadra             | Pti | PG | PV | PN | PP | GF | GS | Dif. |
| ------------------- | --- | -- | -- | -- | -- | -- | -- | ---- |
| 1. Malwee/Jaraguá   | 9   | 3  | 3  | 0  | 0  | 23 | 6  | +17  |
| 2. Sporting Lisbona | 6   | 3  | 2  | 0  | 1  | 16 | 6  | +10  |
| 3. World United     | 3   | 3  | 1  | 0  | 2  | 11 | 20 | -9   |
| 4. Toyota Luanda    | 0   | 3  | 0  | 0  | 3  | 3  | 21 | -18  |

4 aprile
| Ora   | Gara                              | Risultato |
| ----- | --------------------------------- | --------- |
| 15:00 | Toyota Luanda - Malwee/Jaraguá    | 1-9       |
| 17:00 | Sporting Lisboa - World United FC | 9-1       |

5 aprile
| Ora   | Gara                             | Risultato |
| ----- | -------------------------------- | --------- |
| 20:00 | World United FC - Malwee/Jaraguá | 4-10      |
| 22:00 | Sporting Lisboa - Toyota Luanda  | 6-1       |

6 aprile
| Ora   | Gara                             | Risultato |
| ----- | -------------------------------- | --------- |
| 15:00 | World United FC - Toyota Luanda  | 6-1       |
| 17:00 | Sporting Lisboa - Malwee/Jaraguá | 1-4       |

## Semifinali
7 aprile
| Ora   |                    | Gara |                 | Risultato |
| ----- | ------------------ | ---- | --------------- | --------- |
| 16:00 | Malwee/Jaraguá     | -    | Benfica         | 6-2       |
| 18:00 | Boomerang Interviú | -    | Sporting Lisboa | 3-1       |

## 3º - 4º posto
| Ora   |                 | Gara |         | Risultato |
| ----- | --------------- | ---- | ------- | --------- |
| 16:00 | Sporting Lisboa | -    | Benfica | 4-2       |

## Finale
| Ora   |                | Gara |                    | Risultato |
| ----- | -------------- | ---- | ------------------ | --------- |
| 18:00 | Malwee/Jaraguá | -    | Boomerang Interviú | 1-3       |